# Burmeistera domingensis
Burmeistera domingensis är en klockväxtart som beskrevs av Jeppesen. Burmeistera domingensis ingår i släktet Burmeistera och familjen klockväxter. IUCN kategoriserar arten globalt som starkt hotad.
Artens utbredningsområde är Ecuador. Inga underarter finns listade i Catalogue of Life.